# Жёлтая замыкающаяся черепаха
Жёлтая замыкающаяся черепаха (лат. Kinosternon flavescens) — вид иловых черепах, обитающий в Северной Америке.

## Описание
Общая длина карапакса достигает длины 15 см. Наблюдается половой диморфизм: самцы крупнее самок, хвосты у них длиннее и тяжелее, на конце у них ногтеобразные ответвления. Пластины на карапаксе расширенные сверху, имеют вид грибных шляпок.
Карапакс окрашен в тёмно-оливковый, тёмно-коричневый или чёрный цвет. Пластрон светлый.

## Образ жизни
Предпочитает пруды и реки, встречающиеся на песчаных пляжах. Большую часть года проводит зарывшись в песок, в воду выходит весной и в начале лета. Питается беспозвоночными, моллюсками, рыбой, растениями.

## Размножение
Половая зрелость наступает в 4 года. Самка откладывает от 3 до 7 яиц эллиптической формы (25 x 15 мм) в ямки в период с середины июня до июля. Инкубационный период длится от 94 до 125 дней.

## Распространение
Обитает в США — в штатах Аризона, Канзас, Арканзас, Небраска, Колорадо, Нью-Мексико, Айова, Иллинойс, Миссури, Миссисипи, Оклахома, Техас, и в Мексике — в штатах Чихуахуа, Коауила, Нуэво-Леон, Тамаулипас, Веракрус.